# المعيقلات
المعيقلات هي قرية عريقة تقع في الجنوب الغربي من منطقة حائل تقع على بعد 50 كيلومتر من منطقة حائل على طريق المدينة المنورة السريع وهي قرية جميلة وسياحية خصوصا في وقت الأمطار.

## سبب التسمية
تعزى تسمية قرية المعيقلات لكونها في السابق معاقل لجيش الشيخ ابن بقار وهو أحد شيوخ الأسلم والذي امتد نفوذه من ضاحية قفار القريبة من مدينة حائل إلى قرية الشعبة التابعة لمحافظة الغزالة.